# Ossibutinina
L'ossibutinina od oxibutinina è una molecola dotata di proprietà di tipo anticolinergico. Come farmaco viene utilizzata per alleviare disturbi vescicali e delle vie urinarie, in particolare la minzione eccessivamente frequente e l'incapacità di controllare la minzione (la cosiddetta incontinenza urinaria da urgenza). L'effetto è ottenuto grazie a una riduzione degli spasmi muscolari della vescica.
La molecola è un antagonista competitivo dei recettori muscarinici di tipo M1, M2 e M3 dell'acetilcolina. Ha anche un effetto spasmolitico diretto sulla muscolatura liscia della vescica come un calcio-antagonista ed un anestetico locale, ma a concentrazioni di gran lunga superiori a quelle normalmente utilizzate nella pratica clinica. In Italia il farmaco è venduto dalla società farmaceutica Jannsen-Cilag con il nome commerciale di Lyrinel e dalla società Sanofi-Aventis con il nome commerciale di Ditropan, nella forma farmaceutica di compresse da 5 mg. È inoltre commercializzato da numerose altre società come farmaco equivalente, tra cui Mylan generics con il nome di Myurodelta. In Italia la società farmaceutica Nicobrand Limited rende anche disponibile con il nome commerciale di Kentera una formulazione costituita da un cerotto transdermico contenente 36 mg di ossibutinina.

## Farmacodinamica
L'ossibutinina esercita sulla muscolatura liscia un'attività di tipo antispastico diretta ed un'azione antimuscarinica. Studi sperimentali eseguiti sul muscolo pubo-vescicale di coniglio hanno messo in evidenza che l'ossibutinina presenta un quinto dell'attività anticolinergica dell'atropina ma nel contempo ha un'attività antispastica da quattro a dieci volte maggiore, se paragonata a quella esercitata dall'atropina. Il farmaco è privo di effetti antinicotinici, cioè non determina blocco a livello delle placche neuromuscolari o dei gangli del sistema nervoso autonomo.

## Farmacocinetica
Dopo assunzione per via orale l'ossibutinina viene assorbita dal tratto gastrointestinale. Il farmaco si distribuisce ampiamente nei tessuti a seguito dell'assorbimento sistemico. La concentrazione plasmatica massima (Cmax) viene raggiunta dopo circa 2 ore dalla assunzione (Tmax). La biodisponibilità assoluta per la formulazione in compresse è intorno al 6% (con un range che varia tra 1.6 e 10.9%). Esistono ampie variazioni interindividuali nei parametri farmacocinetici. Quando l'ossibutinina è somministrata con il cibo si determina un leggero ritardo nell'assorbimento ed un aumento della sua biodisponibilità.

Entrambi gli enantiomeri di ossibutinina risultano molto legati (> 99%) alle proteine plasmatiche, ed in particolare alla alfa 1-glicoproteina acida. Similmente gli enantiomeri della desetilossibutinina (legame > 97%). La molecola è metabolizzata principalmente dai sistemi enzimatici del citocromo P450, ed in particolare da CYP3A4 a livello epatico e della parete intestinale.
Dei prodotti metabolici l'acido fenilcicloesil glicolico è farmacologicamente inattivo, mentre la desetilossibutinina, risulta farmacologicamente attiva.
 
L'ossibutinina è ampiamente metabolizzata dal fegato, con meno dello 0,1% della dose somministrata che viene escreta immodificata nelle urine. 
Gli studi sperimentali hanno dimostrato che nel ratto il farmaco è escreto in prevalenza per via fecale (90%) e solo in minima parte (10% circa) per via urinaria. Nel coniglio l'escrezione è molto diversa, con la maggior parte del farmaco (60% circa) eliminata per via urinaria ed il rimanente con le feci.

## Usi clinici
L'ossibutinina è indicata nel trattamento dei disturbi della minzione conseguenti ad iperattività del muscolo detrusore della vescica. In particolare trova impiego nei soggetti affetti da instabilità vescicale, vescica neurologica, enuresi, incontinenza da urgenza, alterato controllo della minzione per deterioramento neuro-vascolare su base arteriosclerotica o secondario a diabete mellito, pollachiuria diurna e notturna (non ostruttiva), tenesmo e spasmi vescicali.
Viene anche utilizzata come farmaco coadiuvante nella terapia delle cistiti di varia origine e nei disturbi della minzione su base psicosomatica.
In letteratura medica esistono diversi studi che dimostrano l'efficacia dell'ossibutinina nella terapia dell'iperidrosi (eccessiva sudorazione). L'ossibutinina è spesso utilizzata per risolvere gli spasmi vescicali, conseguenti alla chirurgia urologica, come nella prostatectomia. Inoltre è utile per ridurre lo svuotamento vescicale involontario nei bambini affetti da mielomeningocele

## Effetti collaterali ed indesiderati
Nel corso del trattamento possono verificarsi disturbi gastrointestinali tra cui nausea, vomito, secchezza delle fauci, reflusso gastroesofageo, anoressia, diarrea o costipazione, senso di gonfiore e tensione addominale, disturbi addominali aspecifici. Frequenti anche i disturbi neurologici e psichiatrici: cefalea, capogiri, vertigine, sonnolenza oppure insonnia, convulsioni, allucinazioni, agitazione psicomotoria, confusione mentale, ansia, paranoia e delirio.
A completare gli effetti indesiderati cardiopalmo, aritmie cardiache, offuscamento della vista, secchezza oculare, midriasi, cicloplegia, ipertensione oculare, ritenzione di urina.
N-desetilossibutinina è un metabolita attivo dell'ossibutinina. Si ritiene che questo metabolita sia responsabile di gran parte degli effetti avversi associati con l'uso del farmaco.

N-desetilossibutinina può raggiungere livelli plasmatici fino a sei volte quelli della ossibutinina dopo somministrazione della formulazione in compresse orali a rilascio immediato.

Formulazioni farmaceutiche alternative sono state sviluppate nel tentativo di ridurre i livelli ematici del metabolita N-desetilossibutinina e permettere il raggiungimento di una concentrazione più costante di ossibutinina rispetto alla formulazione a rilascio immediato.

## Controindicazioni
Il farmaco è controindicato in soggetti con ipersensibilità nota al principio attivo oppure ad uno qualsiasi degli eccipienti. 
Non deve essere somministrato a pazienti con patologia urinaria di tipo ostruttivo, con possibile evoluzione in ritenzione d'urina, ostruzione parziale o completa del tratto gastroenterico, ernia iatale, malattia da reflusso gastroesofageo, condizioni severe di ridotta motilità gastrointestinale (atonia intestinale, ileo paralitico), megacolon, megacolon tossico, colite ulcerativa e miastenia grave.

È inoltre controindicato in soggetti instabili da un punto di vista cardiovascolare qualora si sia in presenza di un'emorragia acuta, e nei pazienti affetti da glaucoma ad angolo stretto o camera anteriore bassa poiché in questi soggetti potrebbe aggravare queste condizioni.

## Dosi terapeutiche
Negli adulti la dose normalmente suggerita è di 5 mg, equivalenti ad una compressa, due o tre volte al giorno. Il dosaggio massimo consigliato e che è bene non oltrepassare è pari a 20 mg suddivisi in quattro somministrazioni.

Esistono formulazioni a lunga durata d'azione che permettono una monosomministrazione giornaliera contro le 2-3 somministrazioni necessarie con la formulazione a rilascio immediato.

In Italia è disponibile un cerotto transdermico, che oltre ai benefici propri delle formulazioni orali a rilascio prolungato, presenta anche il vantaggio di bypassare l'effetto di primo passaggio epatico cui sono soggette le formulazioni orali. Il produttore consiglia di applicare il cerotto su cute asciutta ed intatta a livello addominale, sui fianchi o sui glutei.
Si deve inoltre evitare di applicare il cerotto successivo nella stessa sede ove sia stato applicato un cerotto nei 7 giorni precedenti.

La dose raccomandata è un cerotto transdermico da 3,9 mg da applicarsi ogni 3 – 4 giorni, cioè due volte a settimana.

## Sovradosaggio
In caso di intossicazione da ossibutinina si possono riscontrare sintomi prevalentemente a carico del sistema nervoso e cardio-respiratorio: irrequietezza, stato di agitazione psicomotoria, comportamento eccitato o francamente psicotico, ipotensione arteriosa, tachicardia, insufficienza cardiaca, insufficienza respiratoria, stato di coma.
Può essere opportuno eseguire una lavanda gastrica, in particolare se a breve distanza dalla ingestione incongrua di farmaco, seguita da un'iniezione endovenosa lenta di 1–2 mg di fisostigmina, ripetibili in caso di necessità fino ad un totale di 5 mg. I sedativi (ad esempio il diazepam per via endovenosa) possono essere utilizzati per trattare l'eccitazione, mentre i betabloccanti per via endovenosa (propranololo e simili) trovano indicazione in caso di marcata tachicardia. La ritenzione urinaria può essere utilmente trattata tramite la cateterizzazione.

## Interazioni
- Farmaci anticolinergici: aumento della frequenza e della gravità degli effetti anticolinergici di ossibutinina.
- Farmaci inibitori del CYP3A4 (ketoconazolo, itraconazolo, miconazolo, eritromicina, claritromicina ed altri): marcato aumento delle concentrazioni di ossibutinina, da 3 a 4 volte più elevate.
- Alcool: aumento del torpore provocato da ossibutinina.

## Chimica
L'ossibutinina chimicamente presenta uno stereocentro. Il farmaco viene venduto come composto racemo. (R)-enantiomero, l'eutomero, è un anticolinergico più potente sia del racemo che di (S)-enantiomero. Quest'ultimo è essenzialmente privo di attività anticolinergica alle dosi normalmente utilizzate nella pratica clinica. Tuttavia, (R)-ossibutinina somministrata da sola non offre alcun particolare beneficio clinico rispetto alla miscela racemica. Le altre azioni della molecola, l'attività calcio antagonista e anestetica locale, non sono invece stereospecifiche.
| Enantiomeri dell'ossibutinina | Enantiomeri dell'ossibutinina |
| ----------------------------- | ----------------------------- |
| CAS-Nummer: 119618-21-2       | CAS-Nummer: 119618-22-3       |